# جون كاستانيدا
جون كاستانيدا (بالإنجليزية: John Castañeda؛ مواليد 18 ديسمبر 1991) هو مُقاتل فنون قتالية مختلطة أمريكي.

## وصلات خارجية
- جون كاستانيدا على موقع يو إف سي (الإنجليزية)
- جون كاستانيدا على موقع شيردوغ (الإنجليزية)
- جون كاستانيدا على موقع Tapology.com (الإنجليزية)